# Belen Thomas
Pour les articles homonymes, voir Thomas et Bianchi.
 (octobre 2017).
Si vous disposez d'ouvrages ou d'articles de référence ou si vous connaissez des sites web de qualité traitant du thème abordé ici, merci de compléter l'article en donnant les références utiles à sa vérifiabilité et en les liant à la section « Notes et références ».
Belen Thomas, nom artistique de Antonella Bianchi, née a Rome le 27 septembre 1959, est une chanteuse italienne.

## Discographie

### Singles
- 1988 - Y Mi Banda Toca El Rock (ITA #)
- 1988 - Aire (ITA #20)
- 1989 - Panamà / Survivor (ITA #16)
- 1990 - Sempre Roma (duet avec Udo Jürgens)
- 1990 - Don Diego De Noche (12")
- 1991 - Born to Be Alive (duet avec Patrick Hernandez)
- 1992 - Bang Bang (12")
- 1993 - Tocca la bocca

### Album
- 1989 - Iberica
- 1991 - Belen Thomas
- 1993 - A
- 2008 - Nemmeno dopo il buio